# Гогниев, Спартак Артурович
Спарта́к Арту́рович Го́гниев (род. 19 января 1981, Орджоникидзе) — российский футбольный нападающий и тренер. Чемпион России 2003 года в составе ЦСКА.

## Биография

### Ранняя карьера
Родился в городе Орджоникидзе. Первым футбольным клубом для него стала молодёжная команда СДЮСШОР «Юность». Первый тренер — А. Кочетов. Проведя год в основной команде «Иристон» (годом ранее играл за «Иристон»-2), Гогниев перешёл в клуб «Автодор», играя за который, привлёк внимание московского «Динамо», в которое перешёл в 2000 году. Всего за клуб в чемпионате сыграл 28 матчей и забил 7 голов. В 2001 году перебрался в ЦСКА, играя за который, вызывался в сборную; был в заявке на гостевой матч против сборной Грузии в 2003 году (поражение 0:1).

### Скандал в сезоне 2011/12
4 ноября 2011 года, будучи капитаном молодёжного состава ФК «Краснодар», во время матча в Грозном на стадионе имени Билимханова с дублем «Терека» за две жёлтые карточки был удалён с поля, после чего, уходя с поля, несколько раз толкнул главного судью руками в грудь, а также «непозволительно высказался» в адрес футболистов соперника и судьи. Сразу после выхода с поля у боковой линии, а затем в подтрибунном помещении, после этого и в оперативной машине Гогниев был атакован грозненскими полицейскими и охраной стадиона, сломавшими футболисту 2 ребра и нанёсшими ему множественные побои, в том числе закрытый перелом носа и сотрясение мозга. Футболист попал в больницу, из которой был выписан 11 ноября.
Матч, в котором «Краснодар» к 73-й минуте вёл со счётом 3:0, когда и возникла потасовка на поле, доигран не был, кроме того у оператора клуба «Краснодар» на стадионе были изъяты видеоматериалы игры. Комментируя ситуацию по горячим следам, министр спорта Чеченской республики и вице-президент «Терек» Хайдар Алханов заявил следующее:

Поражение засчитано «Краснодару». Было удалено два игрока за неспортивное поведение. Наш ушёл с поля, игрок «Краснодара» (Гогниев) не хотел уходить, ударил в грудь судью. Его еле-еле вывели. Он начал матом орать на трибуны. Там болельщиков-то было человек 40-50 от силы. Повел себя по-хулигански, по-хамски. Когда он подошёл к трибуне, пару человек выскочило, немножко до него они добрались… …Невозможно было не ударить, он просто вызывающе вёл себя. Судья прекратил встречу по вине краснодарцев, и им засчитали техническое поражение. Инспектор (матча) все указал, как было… … в своей жизни ещё ни разу не видел, чтобы футболист так себя вёл. Потом мы зашли в раздевалку, со мной ещё несколько руководителей клуба. Он (Гогниев) извинился, признал свою вину, сказал, что был не прав, сделал это на эмоциях и не должен был себя так вести.
На следующий день после инцидента клубы, в лице вице-президента «Терека» Хайдара Алханова и генерального директора «Краснодара» Владимира Хашига, выступили с совместным заявлением, которое вызвало неоднозначную реакцию в спортивных кругах. В заявлении говорилось:

Событие, имевшее место в игре молодёжных составов, безусловно, не красит наш российский футбол, но, к сожалению, случилось то, что случилось, и решение о санкциях в отношении участников инцидента теперь в соответствии с регламентом соревнований будет принимать Контрольно-дисциплинарный комитет РФС.
Мы же хотим заявить следующее: отношения между футбольными клубами «Терек» и «Краснодар» пока не имеют долгой истории, но они всегда строились в духе партнёрства и добрососедства. Уверены, что в будущем эти отношения станут ещё более тесными.
В подтверждении наших слов, мы собираемся в ближайшее время провести серию товарищеских матчей между воспитанниками наших клубных футбольных Академий различных возрастов. Ребята поживут вместе друг с другом как в Краснодаре, так и в Грозном, и сыграют смешанными составами. Эти встречи представителей различных футбольных школ не только поспособствуют росту спортивного мастерства юных игроков, но и станут залогом добрососедских отношений клубов Премьер-Лиги.
Однако уже 6 ноября, после того как клубным специалистам «Краснодара» удалось восстановить видеозапись матча и увидеть реальную картину происшедшего, которая не совпадала с той которую описывали представители «Терека», ФК «Краснодар» обратился по этому поводу в КДК РФС, а также потребовал от ФК «Терек» найти виновных, которые затем должны принести извинения лично Гогниеву за свои вопиющие действия на стадионе. В противном случае футболист и клуб оставили за собой право подать заявление в суд. 9 ноября молодёжному составу «Терека» было засчитано техническое поражение со счётом 0:3, хотя «Краснодар» и так выигрывал с этим счётом.
9 ноября футболисты сборной России, чтобы поддержать Гогниева, вышли на открытую тренировку в футболках с надписями: «Спартак, мы с тобой!» и «Нам такой футбол не нужен!». Международная федерация ассоциаций профессиональных футболистов обратилась в РФС, чтобы та смогла защитить футболистов, а также чтобы «Терек» был «жёстко наказан».
Сам футболист сказал:

Как думаете, я самоубийца? Зная, в каком регионе я нахожусь, зная, что мы выигрываем 3:0, я что, совсем идиот, чтобы так делать? Я на самом деле толкал судью. Это было, не стану отрицать. Но я так отреагировал потому, что увидел судейский беспредел. Это моё право, и КДК может вынести мне дисциплинарное наказание или штраф. Но ни болельщикам, ни руководителям клуба я ничего плохого не говорил. Почему после матча «молодёжка» «Краснодара» час не могла выйти из раздевалки? Даже не хочу это обсуждать. Своё дело я сделал на футбольном поле — забил команде «Терек» два мяча. Повторюсь, я не выжил из ума, чтобы кого-то компрометировать. Значит, проблема была в чём-то другом.

12 ноября представители ФК «Терек» во главе с полномочным представителем Чеченской республики в Краснодарском крае Саид-Хусейном Хамзатовым встретились с Гогниевым. По словам Гогниева, ему были принесены извинения от лица руководства республики и ФК «Терек». В свою очередь он также «принес извинения за эмоции, захлестнувшие меня на поле и ставшие причиной непозволительных слов в адрес игроков команды соперника и потерявшего контроль над игрой арбитра». Футболист также добавил, что «со своей стороны конфликт считает полностью исчерпанным» и попросил журналистов впредь по этому поводу его не беспокоить и дать ему возможность сосредоточиться на футболе.
16 ноября состоялось заседание КДК, на котором было принято окончательное решение по инциденту. Гогниев был оштрафован на 50 000 рублей и дисквалифицирован на 6 матчей молодёжного первенства. Молодёжный состав ФК «Терек» был оштрафован на 500 000 рублей, а также 2 ближайших домашних матча должен был сыграть на нейтральном поле. При этом глава КДК Владимир Катков заявил, что дело об избиении Гогниева не будет рассматриваться прокуратурой, так как у КДК нет полномочий способствовать передаче дела в прокуратуру, а ФК «Краснодар» и сам футболист на это не пошли.
В начале августа 2018 года было сообщено, что Гогниев стал игроком новосозданного ФК «Урожай», но в итоге эта информация не подтвердилась.

## Тренерская карьера
В январе 2019 года назначен главным тренером владикавказского «Спартака». Контракт был подписан на 3 года. Под его руководством владикавказский клуб, в сезоне 2019/20 преобразованный в воссозданную «Аланию», дошёл до 1/16 Кубка России и занял 2-е место в группе «Юг» ПФЛ, что позволило команде принять участие в ФНЛ в сезоне-2020/21.
В дебютном сезоне в новой лиге Гогниев стал главным открытием ФНЛ. Своей команде он поставил зрелищный атакующий и результативный футбол, который отмечали спортивные специалисты и журналисты. На своём поле красно-жёлтые не проигрывали на протяжении 18 встреч подряд в ПФЛ и ФНЛ. Серию прервала «Томь» в первом в 2021 году матче. Та игра запомнилась стычкой в концовке, в результате которой Гогниев получил 8-матчевую дисквалификацию. В течение сезона Гогниев неоднократно признавался лучшим тренером месяца в ФНЛ.
В сентябре 2021 года Гогниев был дисквалифицирован КДК РФС на пять матчей, а также оштрафован на 100 тысяч рублей за оскорбление официальных лиц в гостевом матче с «Волгарём» и нецензурную лексику. На послематчевой пресс-конференции первой после дисквалификации игры с «Акроном» (1:2) в Жигулёвске выдал эмоциональный монолог: с матом, вскидыванием рук и ударами по столу, высказав своё несогласие с неназначением пенальти на последних минутах и посетовав на то, что в 17 матчах «Алания» при проповедуемом командой атакующем футболе била пенальти только один раз.
29 мая 2022 года стало известно об уходе Гогниева с поста главного тренера «Алании», контракт с клубом был расторгнут по обоюдному согласию сторон.
3 сентября 2022 года возглавил «Химки», сменив Николая Писарева. 3 ноября после окончания первого тайма (0:3) матча РПЛ против «Динамо» (1:6) за споры с судьёй получил от арбитра Яна Бобровского вторую жёлтую карточку и был удалён. По совокупности, за оскорбительное поведение, а также использование ненормативной лексики, в том числе — в адрес комментатора основного вещателя лиги в подтрибунном помещении, а также принимая во внимание рецидивистский характер деяний, КДК РФС был дисквалифицирован на 3 матча чемпионата. СМИ также сообщалось о конфликте Гогниева с игроками «Химок», в частности, Аязом Гулиевым и Дмитрием Тихим. 3 апреля покинул клуб, при нём команда из 19 матчей выиграла лишь один, добившись ничьей в 5 играх.

## Достижения

### В качестве игрока
ЦСКА
- Чемпион России: 2003
- Обладатель Кубка России: 2001/02
- Серебряный призёр Чемпионата России: 2002

«Урал»
- Обладатель Кубка ФНЛ: (2) 2012, 2013
- Победитель Первенства ФНЛ: 2012/13

«КАМАЗ»
- Бронзовый призёр первого дивизиона: 2008

Личные
- Лучший бомбардир ФНЛ 2012/13
- Лучший нападающий Первого дивизиона 2010[41]
- Единственный футболист, забивавший в чемпионате России голы в составе 7 разных клубов[42].
- В высшем дивизионе чемпионата России выступал за 9 команд: «Динамо» (2000, 2001), ЦСКА (2001—2003), «Ротор» (2004), «Аланию» (2005), «Сатурн» (2006), «Ростов» (2006), «Кубань» (2007), «Краснодар» (2011), «Урал» (с 2013), что является рекордом.[43][42]
- Был признан болельщиками «Урала» лучшим игроком месяца в июле 2014[44] и в марте 2016[45], лучшим игроком сезонов 2013/2014[46] и 2015/2016[47], автором лучшего гола в сезоне 2014/2015[48], лучшим игроком сезона 2015/2016[47]
- Лучший игрок «КАМАЗа»: в сезоне 2009 года — по опросу спортивных журналистов Набережных Челнов (в 2008 году — лучший дебютант клуба)[49], в сезоне 2008 года — среди посетителей сайта ФК «КАМАЗ»[50].

### Достижения в качестве тренера
Личные
- Тренер месяца в Футбольной национальной лиге (3): сентябрь 2020, ноябрь-декабрь 2020, апрель 2021.

## Семья
Сыновья Артур (род. 2002) и Спартак (род. 2004) — футболисты, в сезоне 2022/23 — игроки команды «Алания-2», Артур — нападающий, Спартак — защитник.